# Arquidiocese de Belém do Pará
A Arquidiocese de Belém do Pará (Archidioecesis Belemensis de Pará) é uma circunscrição eclesiástica da Igreja Católica no Brasil. É a sé arquiepiscopal metropolitana da Província Eclesiástica sediado na Catedral Metropolitana do município de Belém do Pará, constituído em 1906 por São Pio X, integrado ao Conselho Episcopal Regional Norte II da Conferência Nacional dos Bispos do Brasil.

## História

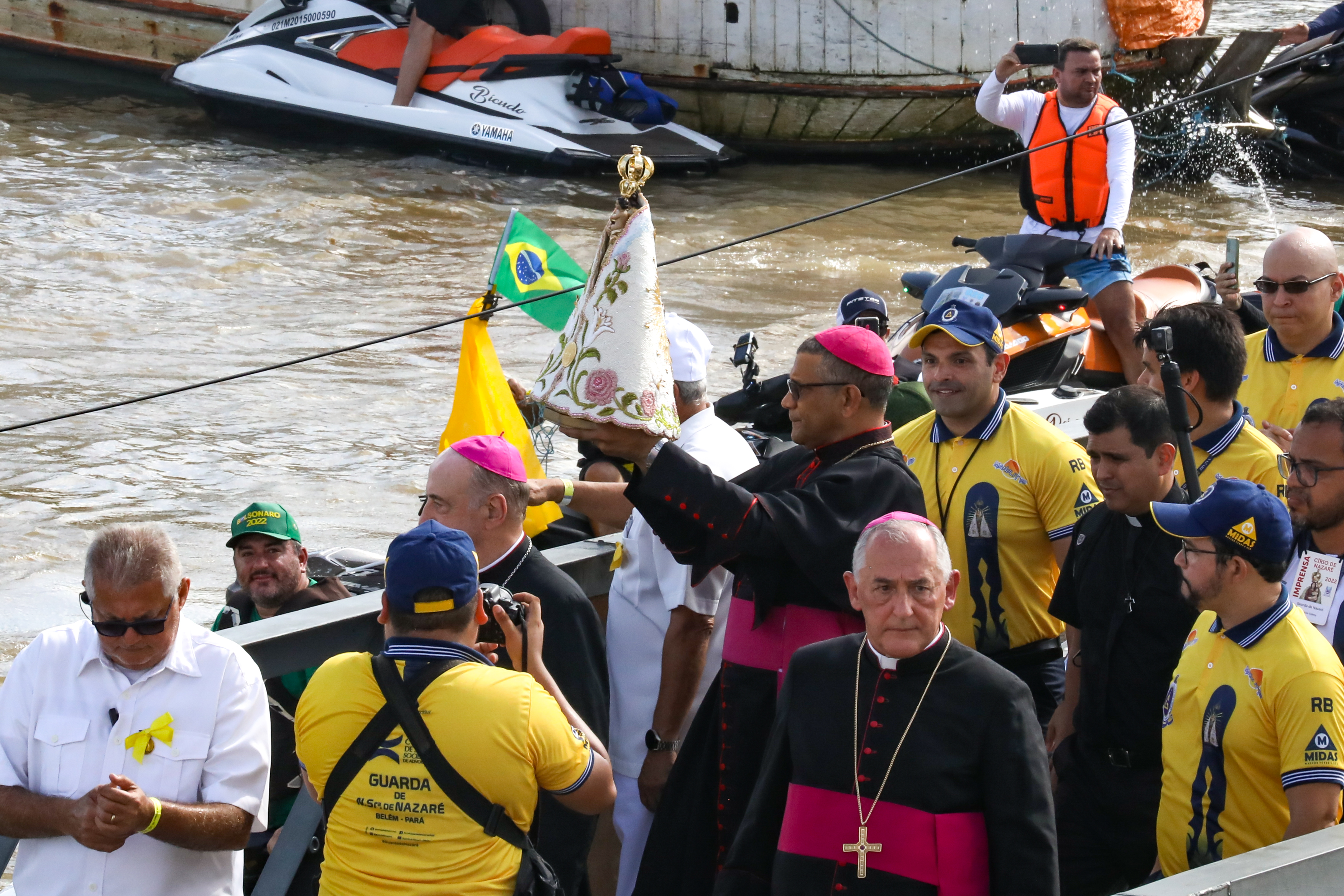
Romaria Fluvial do Círio de Nossa Senhora de Nazaré, uma das maiores festas marianas do país, realizada anualmente em Belém.

Em 1719, a Diocese do Maranhão é desmembrada a pedido de Dom João V, quando Belém passa a sediar a recém-criada Diocese do Pará na então cidade de Santa Maria de Belém do Pará ou Nossa Senhora de Belém do Grão Pará (atual Belém do Pará) - Dioecesis Belemensis de Para - ereta canonicamente pelo Papa Clemente XI, por meio da bula Copiosus in Misericordia, de 4 de março de 1720, ganhando direito a honras de Sé Episcopal a sua igreja matriz.
A diocese foi elevada à dignidade de arquidiocese e sé metropolitana a 1 de maio de 1906 por São Pio X, com a bula Sempiternum Humani Generis, juntamente com a Diocese de Mariana, precedidas somente pelas de São Salvador da Bahia (1551), e de São Sebastião do Rio de Janeiro (1575).

## Geografia
Hoje, a arquidiocese conta com uma população aproximada de 2 301 115 de habitantes, com 82% de católicos. O território da arquidiocese é de 3 566,079 km2, organizada em 101 paróquias e 8 áreas missionárias divididas em 8 regiões episcopais.

### Região Sant'Ana:
• Paróquia N.S da Graça - Catedral (Belém)
• Paróquia Santuário São Judas Tadeu
(Belém)
• Paróquia Sant'Ana da Campina
(Belém)
• Paróquia Santa Luzia
(Belém)
• Paróquia Santa Teresinha do Menino Jesus
(Belém)
• Paróquia Santíssima Trindade
(Belém)
• Paróquia N.S da Conceição
(Belém)
• Paróquia Santo Antônio de Lisboa
(Belém)
• Paróquia São José
(Belém)
• Paróquia Sagrado Coração de Jesus
(Belém)
• Paróquia São Miguel Arcanjo
(Belém)

### Região Santa Cruz:
• Paróquia Santuário N.S Aparecida
(Belém)
• Paróquia N.S da Imaculada Conceição
(Belém)
• Paróquia Jesus Ressuscitado
(Belém)
• Paróquia N.S do Perpétuo Socorro
(Belém)
• Paróquia N.S Mãe da Divina Providência
(Belém)
• Paróquia Sagrada Família
(Belém)
• Paróquia Santa Cruz
(Belém)
• Paróquia Santa Teresinha da Amazônia
(Belém)
• Paróquia São Benedito
(Belém)
• Paróquia São Geraldo Magela
(Belém)
• Paróquia São João Paulo II
(Belém)
• Paróquia São Jorge
(Belém)
• Paróquia São Raimundo Nonato
(Belém)
• Paróquia São Sebastião
(Belém)
• Paróquia São Francisco Xavier
(Belém)
• Área Missionária São João Bosco
(Belém)
• Área Missionária N.S da Esperança
(Belém)

### Região Santa Maria Goretti:
• Basílica Santuário N.S de Nazaré
(Belém)
• Paróquia N.S de Fátima
(Belém)
• Paróquia Santa Maria de Belém
(Belém)
• Paróquia Santa Maria Goretti
(Belém)
• Paróquia Santo Antônio do Tucunduba
(Belém)
• Paróquia São Domingos de Gusmão
(Belém)
• Paróquia São Francisco de Assis
(Belém)
• Paróquia São José de Queluz
(Belém)
• Paróquia São Pedro e São Paulo
(Belém)

### Região Coração Eucarístico de Jesus:
• Paróquia Santuário N.S do Bom Remédio
(Belém)
• Paróquia Arcanjo São Miguel
(Belém)
• Paróquia Coração Eucarístico de Jesus
(Belém)
• Paróquia Cristo Redentor
(Belém)
• Paróquia Natividade de Nosso Senhor Jesus Cristo
(Belém)
• Paróquia N.S de Lourdes
(Ananindeua)
• Paróquia N.S Rainha da Paz
(Belém)
• Paróquia Santa Edwiges
(Belém)
• Paróquia Santa Luzia do Bom Futuro
(Belém)
• Paróquia Santa Teresinha do Menino Jesus
(Belém)
• Paróquia Santo Antônio de Pádua
(Ananindeua)
• Paróquia São Clemente
(Belém)
• Paróquia São José de Anchieta
(Belém)
• Área Missionária Divino Espírito Santo
(Belém)

### Região São João Batista:
• Paróquia Santuário São João Batista e N.S das Graças
(Belém)
• Paróquia Divina Misericórdia
(Belém)
• Paróquia Jesus Bom Samaritano
(Belém)
• Paróquia N.S da Imaculada Conceição
(Belém)
• Paróquia N.S de Fátima
(Belém)
• Paróquia N.S do Livramento
(Belém)
• Paróquia Santa Teresa de Calcutá
(Belém)
• Paróquia Santo Afonso Maria de Ligório
(Belém)
• Paróquia São Francisco das Ilhas
(Belém)
• Paróquia São Francisco de Assis
(Belém)
• Paróquia São Francisco de Assis
(Belém)
• Paróquia São José Esposo de Maria
(Belém)
• Área Missionária São Vicente de Paulo
(Belém)

### Região São Vicente de Paulo:
• Paróquia Santuário Santa Rita de Cássia
(Ananindeua)
• Paróquia Ascensão do Senhor
(Ananindeua)
• Paróquia Cristo Peregrino
(Ananindeua)
• Paróquia Cristo Rei
(Ananindeua)
• Paróquia São Vicente de Paulo
(Ananindeua)
• Paróquia Divino Espírito Santo
(Ananindeua)
• Paróquia N.S de Guadalupe
(Ananindeua)
• Paróquia N.S do Amparo
(Ananindeua)
• Paróquia Santa Maria Mãe de Deus
(Ananindeua)
• Paróquia Santa Paula Frassinetti
(Ananindeua)
• Paróquia Santíssimo Redentor
(Ananindeua)
• Paróquia Santo André Apóstolo
(Ananindeua)
• Paróquia Santo Inácio de Loyola
(Ananindeua)
• Paróquia São José Operário
(Ananindeua)
• Paróquia São Lucas Evangelista
(Ananindeua)
• Paróquia Transfiguração do Senhor
(Ananindeua)
• Área Missionária N.S Maria Mãe da Igreja
(Ananindeua)

### Região Menino Deus:
• Paróquia Santuário N.S das Graças da Medalha Milagrosa
(Ananindeua)
• Paróquia Bom Pastor
(Marituba)
• Paróquia Menino Deus
(Marituba)
• Paróquia N.S Auxiliadora
(Ananindeua)
• Paróquia N.S das Vitórias
(Marituba)
• Paróquia N.S de Nazaré
(Marituba)
• Paróquia Sagrado Coração de Jesus
(Ananindeua)
• Paróquia Sagrado Coração de Jesus
(Ananindeua)
• Paróquia Santa Teresinha do Menino Jesus
(Ananindeua)
• Paróquia Santíssimo Sacramento
(Marituba)
• Paróquia São José dos Verdejantes
(Ananindeua)
• Paróquia São Marcos
(Marituba)
• Paróquia Santíssima Trindade
(Ananindeua)
• Paróquia N.S do Perpétuo Socorro
(Marituba)
• Paróquia São Pio X
(Ananindeua)
• Paróquia São Pio de Pietrelcina
(Marituba)
• Área Missionária São Paulo Apóstolo
(Marituba)
• Área Missionária Santo Agostinho
(Ananindeua)

### Região N.S do Ó:
• Paróquia Santuário N.S do Ó
(Benevides)
• Paróquia N.S da Conceição
(Benevides)
• Paróquia Menino Jesus
(Santa Bárbara do Pará)
• Paróquia N.S da Conceição
(Belém)
• Paróquia N.S do Carmo
(Benevides)
• Paróquia Santa Bárbara
(Santa Bárbara do Pará)
• Paróquia Santa Rosa de Lima
(Benevides)
• Paróquia São Francisco de Assis
(Benevides)
• Paróquia São Pedro Pescador
(Belém)
• Área Missionária N.S do Cenáculo
(Belém)
A arquidiocese abrange os seguintes municípios: Belém, Ananindeua, Benevides, Marituba e Santa Bárbara do Pará.

## Bispos e arcebispos
Ao longo de sua história, a arquidiocese teve oito bispos auxiliares, 13 bispos diocesanos e 10 arcebispos.
| #                   | Nome                                            | Período    | Notas                                          |
| Arcebispos          | Arcebispos                                      | Arcebispos | Arcebispos                                     |
| ------------------- | ----------------------------------------------- | ---------- | ---------------------------------------------- |
| 11º                 | Júlio Endi Akamine, S.A.C.                      | 2025-      | Atual                                          |
| 10º                 | Alberto Taveira Corrêa                          | 2009-2025  | Arcebispo emérito                              |
| 9º                  | Orani João Tempesta, O.Cist.                    | 2004-2009  | Nomeado arcebispo do Rio de Janeiro.           |
| 8º                  | Vicente Joaquim Zico, C.M.                      | 1990-2004  |                                                |
| 7º                  | Alberto Gaudêncio Ramos                         | 1957-1990  |                                                |
| 6º                  | Mário de Miranda Vilas-Boas                     | 1944-1956  | Nomeado arcebispo coadjutor de Salvador.       |
| 5º                  | Jaime de Barros Câmara                          | 1941-1943  | Nomeado arcebispo do Rio de Janeiro.           |
| 4º                  | Antônio de Almeida Lustosa, S.D.B.              | 1931-1941  | Nomeado arcebispo de Fortaleza.                |
| 3º                  | João Irineu Joffily                             | 1924-1931  |                                                |
| 2º                  | Santino Maria da Silva Coutinho                 | 1906-1923  | Nomeado arcebispo de Maceió.                   |
| 1º                  | José Marcondes Homem de Melo                    | 1906       |                                                |
| Arcebispo coadjutor |                                                 |            |                                                |
|                     | Júlio Endi Akamine, S.A.C.                      | 2025       |                                                |
| Bispos diocesanos   |                                                 |            |                                                |
| 13º                 | Francisco do Rego Maia                          | 1901-1906  | Renunciou                                      |
| 12º                 | Antônio Manoel de Castilho Brandão              | 1894-1901  | Nomeado bispo de Alagoas.                      |
| 11º                 | Jerônimo Tomé da Silva                          | 1890-1893  | Nomeado arcebispo de Salvador.                 |
| 10º                 | Antônio de Macedo Costa                         | 1860-1890  | Nomeado arcebispo de Salvador.                 |
| 9º                  | José Afonso de Moraes Torres, C.M.              | 1844-1857  | Renunciou.                                     |
| 8º                  | Romualdo de Sousa Coelho                        | 1820-1841  | Faleceu.                                       |
| 7º                  | Manuel de Almeida de Carvalho                   | 1790-1818  | Faleceu.                                       |
| 6º                  | Caetano Brandão, T.O.R.                         | 1782–1790  | Nomeado arcebispo de Braga.                    |
| 5º                  | João Evangelista Pereira da Silva, T.O.R.       | 1771-1782  | Faleceu.                                       |
| 4º                  | João de São José de Queirós da Silveira, O.S.B. | 1760-1763  | Renunciou por ordem régia.                     |
| 3º                  | Miguel de Bulhões e Sousa, O.P.                 | 1748-1760  | Foi nomeado bispo de Leiria.                   |
| 2º                  | Guilherme de São José António de Aranha         | 1738-1748  | Renunciou.                                     |
| 1º                  | Bartolomeu do Pilar, O.Carm.                    | 1720-1733  | Faleceu.                                       |
| Bispos auxiliares   |                                                 |            |                                                |
|                     | Paolo Andreolli, S.X.                           | 2023-atual |                                                |
|                     | Antônio de Assis Ribeiro, S.D.B.                | 2017-2024  | Nomeado bispo de Macapá                        |
|                     | Irineu Roman, CSJ                               | 2013-2019  | Nomeado arcebispo de Santarém                  |
|                     | Teodoro Mendes Tavares, C.S.Sp.                 | 2011-2015  | Nomeado bispo coadjutor de Ponta de Pedras     |
|                     | Carlos Verzeletti                               | 1996-2004  | Nomeado bispo de Castanhal.                    |
|                     | Tadeu Henrique Prost, O.F.M.                    | 1962-1992  | Bispo auxiliar. Renunciou por limite de idade. |
|                     | Alano Maria Pena, O.P.                          | 1975-1976  | Nomeado bispo coadjutor de Marabá.             |
|                     | Milton Corrêa Pereira                           | 1962-1967  | Nomeado bispo de Garanhuns.                    |

## Linha do tempo
A presente linha do tempo percorre o período compreendido entre 1676, início do pontificado de Inocêncio XI, até a data atual. Faz-se a correspondência dos períodos de governo dos bispos e arcebispos de Belém do Pará, com os períodos dos papados e dos governos do Brasil.